# Simon Issát Marainen
Simon Íssat Marainen (Vuolle Sohppar/Nedre Soppero, 8 d'abril de 1980), també conegut com a Simon Isak Marainen o Simon Marainen és un cantant de joik i escriptor en llengua sami septentrional. Treballa com a ramader de rens.
És fill del cantant de joik i escriptor Thomas Marainen i de l'argentera Randi Marainen. Ha treballat com a periodista a l'edició sami de la ràdio pública sueca Sveriges Radio i com a actor de teatre.
Els seus poemes van ser publicats per primera vegada 2006 dins el poemari Vidd/Viidát - dikter från Sápmi, una edició bilingüe en suec i sami septentrional que inclou obres de quatre poetes samis i que ha estat traduïda al castellà. El 2013 va publicar el llibre infantil Mánus mánnui que narra la vida d'un nen sami i de la seva millor amiga durant un any. El 2020 Sveriges Radio va transmetre el conte radiofònic autobiogràfic Áddja och renen en què narra el suïcidi dels seus dos germans.
Simon Marainen va llançar el primer disc en solitari el 2008. Ha publicat 3 àlbums amb el grup Ára en que es barreja el joik amb música moderna com jazz o blues. També ha participat en àlbums d'altres artistes com Gunnar Idenstam, Glesbygd'n o TAJGAN. Tot i que Marainen sovint combina els joiks amb música instrumental, la seva manera de cantar joik és tradicional.

## Discografia

### En solitari
- 2008 Simon Issát Marainen

### Amb Ára
- 2010 O
- 2014 Vuoste virdái
- 2017 Girkásit

### Col·laboracions
- 2011 Jukkaslåtar de Gunnar Idenstam

## Obra literària publicada

### Literatura infantil
- 2013 Mánus mánnui

### Obres col·lectives
- 2006 Rose-Marie Huuva, Inghilda Tapio, Thomas Marainen i Simon Marainen: Vidd/Viidát - dikter från Sápmi
- 2019 Marainen, Simon Issát; Aleksandersen, Risten Turi; Anti, Máret Láilá; Varsi, Lill-Therese Holm; Larsson, Carl-Gøran; Olsen, Aina Alice; Hætta, Marja Oleanna Sara, Holm, Åse Márgget : Du salla mu dorvu